# Lealtà
La lealtà è un atteggiamento di correttezza e dirittura morale, attaccamento al dovere e rispetto della propria dignità o una devozione e fedeltà a una nazione, causa, filosofia, paese, gruppo o persona. La lealtà deriva dal latino legalitas e che indica una componente del carattere, per cui una persona sceglie di obbedire a particolari valori di correttezza e appoggio anche in situazioni difficili, mantenendo le promesse iniziali e comportandosi seguendo un codice prestabilito - sia esso tacito o esplicito. In altri termini, si può intendere per lealtà il grado di coerenza tra un comportamento nella pratica e gli ideali a cui si attiene teoricamente una persona.
I filosofi non sono d'accordo su cosa possa essere un oggetto di lealtà, poiché alcuni sostengono che la lealtà è strettamente interpersonale e solo un altro essere umano può essere oggetto di lealtà. La definizione di lealtà nella legge e nelle scienze politiche è la fedeltà di un individuo a una nazione, la propria nazione di nascita o la propria nazione d'origine dichiarata per giuramento (naturalizzazione). 
È una qualità morale umana (nel caso di animali si usa la parola "fedeltà") che presuppone il superamento di un conflitto interiore per via di una scelta.
John Ladd, professore di filosofia presso la Brown University, scrive nell'Enciclopedia della Filosofia nel 1967, che la nozione di lealtà è "un ingrediente essenziale in ogni sistema della morale civile e umana".

## Esempi pratici
Esempi di comportamento non leale sono per esempio il tradimento e l'inganno. La lealtà si mostra nei momenti di difficoltà, è la vittoria del rispetto delle regole sulla volontà personale di ottenere il miglior risultato per sé stessi.
Di esempi pratici di lealtà se ne possono trovare moltissimi nella storia e nell'arte: le figure per esempio di Orlando nella battaglia di Roncisvalle o degli Spartani nelle Termopili, Penelope nell'Odissea, Giobbe nella Bibbia ecc. Socrate nel mondo classico è spesso stato considerato un modello di lealtà. Il filosofo greco Platone lo descrive infatti come tale nel suo trattato Critone: nel dialogo viene descritto come l'ateniese Critone cerchi di convincere in carcere l'amico Socrate, condannato a morte, di approfittare dei giorni che restano per scappare. Lui stesso lo aiuterebbe, in quanto amico, a sottrarsi ad una ingiusta condanna. Ma pacatamente Socrate risponde allo sconsolato Critone che tra i due valori in gioco, la propria vita e il rispetto della legge, lui preferisce seguire la legge che è stata per lui un buon genitore sin da bambino in quanto profondamente giusta e di cui poi un domani nell'aldilà gli verrà chiesto conto.
E pur essendoci (come Ulisse o il perfidus Annibale) eroi che hanno ben poco di leale, la Lealtà è generalmente la caratteristica psicologica principale del santo e dell'eroe, tanto spesso ripetuta da venire per esempio parodiata nel personaggio di Don Chisciotte della Mancia dello spagnolo Miguel de Cervantes.
Si può parlare di lealtà anche nel mondo di lavoro, per esempio tra colleghi d'ufficio. 
La lealtà come la ferma volontà di non procurare alcun male all'altro, sia maniera diretta (es. togliere il saluto ad un collega, trattarlo male... ecc.) che in maniera indiretta (es. parlare male di lui).

## La Lealtà nella Filosofia
Il concetto di lealtà è molto importante nell'etica. Già Platone scriveva come solo l'uomo giusto potesse essere leale, e che la lealtà fosse una delle più antiche manifestazioni della filosofia. Paradossalmente un cattivo leale contiene in sé quindi i germi della correttezza. Jopsia Royce asserì anzi che rappresentava il bene morale supremo, e che la lealtà ad un principio era più importante del principio stesso. La lealtà era per questo la qualità più apprezzata e ricercata in un'amicizia.

## Il conflitto di Lealtà
Presupponendo la lealtà il superamento di un conflitto interiore tra due elementi diversi (in mancanza di conflitto si parla abitualmente di fedeltà) accade talvolta che i due elementi abbiano nel soggetto un valore se non pari almeno non rinunciabile. Ciò provoca psicologicamente una situazione di stallo e sofferenza, il che può indurre comportamenti disfunzionali, indecisi, ansiosi ecc. Tale situazione viene denominata conflitto di lealtà. Per esempio, chiedere ad un bambino vuoi più bene al papà o alla mamma? genera in lui un conflitto di lealtà (e quindi sofferenza) dato che ha legami affettivi ineliminabili con entrambi.

## Nell'Arte
Pur essendo una virtù per così dire interiore, la lealtà è stata molto ben considerata e analizzata nell'arte teatrale, essendo indissolubilmente legata al concetto (questo sì esteriore) di reputazione ed onore: molti drammi di Shakespeare affrontano per esempio la lealtà quando è contrapposta ai sentimenti, altri come il regista inglese Alfred Hitchcock, per esempio nel film Io confesso in cui un sacerdote accusato di omicidio riceveva in confessione la verità che l'avrebbe scagionato, analizzano i frequenti dilemmi in una persona che vuole comportarsi lealmente.

## Nella Religione
Nella religione la lealtà è l'agire in sintonia con la volontà e l'intelligenza divina nel superare i limiti e le debolezze umane, e caratterizza come detto il comportamento dell'uomo santo, che nella sua sintonia con Dio è quindi un individuo illuminato dalla intelligenza divina. Il comportamento leale è quindi in quest'ottica sintomo di una superiore conoscenza. Ne è riprova il detto di Gesù: Nessuno può servire due maestri (Matteo, 6.24)

## Nello Sport
Nello sport la lealtà sportiva è meglio conosciuta come fair play, e durante le Olimpiadi diventa requisito essenziale e apprezzato nello svolgimento delle gare. Non è caratteristica propria solo dell'atleta ma anche di talune tifoserie.
Nel curling e nel rugby il fair play è talmente connaturato nello spirito del gioco da avvenire spontaneamente, sia durante che dopo la partita.

## Nella Psicoanalisi
Nella Psicoanalisi la lealtà è un comportamento etico suscitato dal Super-io, a sua volta introiezione delle figure parentali. È un elemento della personalità quindi molto radicato e antico, che si tuffa nell'inconscio e che affonda le sue origini nella prima educazione, intesa in senso ampio.

## Nella Devianza
Nell'ambito della devianza la lealtà, come altre qualità quali l'intraprendenza e la estrema determinazione, è una delle qualità personali più apprezzate. Forse anzi la prima nel particolare sottobosco criminale, se è vero che una persona non leale viene denominata infame, cioè traditore, che parla troppo, l'insulto più disonorevole in quel contesto.

## Nella Deontologia
Nei vari codici professionali di Deontologia la lealtà è una virtù, perlomeno nominalmente, che nel professionista risiede sempre ai primissimi posti, al pari della competenza e dell'aggiornamento.
Si contrappone a ipocrisia, scorrettezza, infedeltà, meschinità, finzione, tradimento.
Cosa ha pensato nell’istante del trionfo?
Mi sarebbe piaciuto che quel momento durasse più a lungo ma sono andato subito a complimentarmi con il mio avversario (Roger Federer)
Quelli che hanno giudicato la mia carriera hanno detto che sono stato sempre in fair play, ciò mi rende più felice di tutti i goal che ho segnato (Pelé)